# 空の向こうへ
「空の向こうへ」（そらのむこうへ）はA.F.R.Oの配信限定シングル。トイズファクトリーから2011年9月28日に配信された。配信限定曲は、｢ジャッパニーズ｣、｢涙雨｣から約2年2ヶ月振りとなる。後にインディーズの2枚目のアルバム『アフロ11号』に初CD化で収録されている。

## 曲の詳細
1. 空の向こうへ [5:17]
  - 作詞・作曲 : A.F.R.O